# Haftoxide
Durch Haftoxide auf der Oberfläche von Dentallegierungen können sich Siliciumatome der Keramik über Sauerstoffbrücken mit dem Metall verbinden. Dadurch wird es möglich, Zahnkronen aus Metall mit Keramikmassen  in Zahnfarbe zu verblenden (zu verkleiden) und den Zähnen ein natürliches Aussehen zu verleihen. Es besteht eine Grenzschicht mit wechselseitiger Diffusion der beteiligten Elemente. Die Haftoxide bilden die wichtigste Grundlage für die Haftung und damit Herstellung von keramikverblendeten Zahnkronen und -brücken in der Zahnmedizin.

## Edelmetalllegierungen
Hochgoldhaltigen Legierungen müssen in geringen Mengen unedle Bestandteile, wie Gallium (Ga), Eisen (Fe), Indium (In), Zinn (Sn), Iridium (Ir) oder Titan (Ti) hinzulegiert werden, damit sie Oxide bilden können. Diese Zusätze bilden Oxide an der Metalloberfläche, denen am Zustandekommen des Metall-Keramik Haftverbunds ein erheblicher Anteil zugeschrieben wird. Haftoxide werden bei den edelmetallhaltigen Legierungen durch den Oxidbrand erzeugt. Durch die Ausbildung der Sauerstoffbrücken zwischen den Aluminium- oder Siliciumatomen der Keramik und den oxidierten Atomen in der Metalloberfläche kommt die chemische Verbindung von Metall und Keramik zustande.

## Nichtedelmetalllegierungen
Nichtedelmetalllegierungen benötigen zusätzliche Haftoxidbildner (Tracer) nicht, da eine chemische Bindung zwischen dem Metall und der Keramik über die passivierenden Chromoxidschichten stattfindet. Die verbindungserzeugende  Grenzschicht enthält eine Diffusionszone von 2 μm bei Cobalt-Chrom-Legierungen als Haftoxid.

## Bindungswirkung der Haftoxide
Die Bedeutung der einzelnen Parameter des Metall-Keramik-Verbundsystems wird wie folgt gewichtet:
1. Chemische Kräfte: 50 %
2. Kontraktionskräfte: 26 %
3. Mechanische Retentionskräfte: 22 %
4. Adhäsive Kräfte: 2 %